# 哈氏薹草
哈氏薹草（学名：Carex harrysmithii）是莎草科薹草属的植物。分布于中国大陆的四川西部等地，生长于海拔2,500米的地区，一般生于山坡上，目前尚未由人工引种栽培。